# Georg Cornicelius
Georg Cornicelius (* 28. August 1825 in Hanau; † 9. Dezember 1898 ebenda) war ein deutscher Maler und Zeichner.

## Leben
Georg Cornicelius wurde am 28. August 1825 als Sohn des Porzellanmalers Friedrich Cornicelius in Hanau geboren. Nach seiner Schulzeit besuchte er von 1838 bis 1848 die Hanauer Zeichenakademie, wo er zusammen mit seinen Mitschülern Carl Friedrich Deiker, Friedrich Karl Hausmann und Gustav Spangenberg von Direktor Theodor Pélissier (1794–1863) eine gründliche Ausbildung zum Kunst- und Porträtmaler erhielt. Im Revolutionsjahr 1848 setzte er seine Studien in der Akademie von Antwerpen fort und wechselte nach einem vorübergehenden Zwischenaufenthalt in Hanau 1851 nach Dresden, das er aber 1852 wieder verließ. Weitere Studienaufenthalte führten ihn nach Paris, Florenz, Venedig, Verona und auch München, bis er sich wieder in Hanau niederließ.

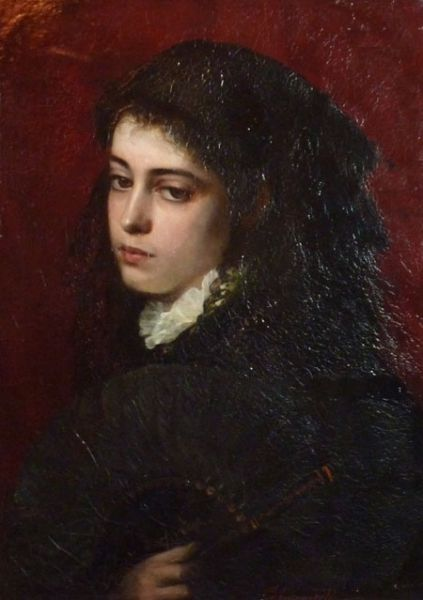
Halbfigurenbild Mädchen mit Fächer (1880) von Georg Cornicelius, Modell saß seine älteste Tochter Lulu

1872 wurde er zum Ehrenmitglied der Hanauer Zeichenakademie berufen und 1888 zu ihrem Titularprofessor ernannt. Cornicelius gründete und leitete einige Jahrzehnte lang eine Privatschule für Malerei. Sein Œuvre als Historien- und Kunstmaler war ebenso berühmt wie seine Porträtkunst. Werke von Cornicelius waren seit 1854 wohl auf den meisten der großen Kunstausstellungen in München, Düsseldorf, Berlin und an anderen Orten zu finden.
Cornicelius war ein sehr guter Turner und gehörte der 1837 gegründeten Hanauer Turngemeinde an. Da er anlässlich der Gründung des Deutschen Turner-Bundes auf dem ersten Deutschen Turnertag am 1. Mai 1848 in Hanau Turnvater Jahn und den Hanauer Turner Karl Röttelberg porträtierte, während sein Freund Friedrich Karl Hausmann den Hanauer Turnerführer August Schärttner zeichnete, wurde ihm und Hausmann eine gewisse Sympathie mit dem demokratisch-republikanischen Flügel der
48er-Bewegung unterstellt. Die Corniceliusstraße in Hanau ist nach ihm benannt.